# Mistrovství Českého svazu fotbalového 1917
Il Mistrovství Českého svazu fotbalového 1917, quarta edizione del torneo, vide il successo del DFC Prag.

## Classifica
|   | Classifica      | G | V | N | P | GF | GS | DR | Pti |
| - | --------------- | - | - | - | - | -- | -- | -- | --- |
| 1 | DFC Prag        | 2 | 2 | 0 | 0 | 7  | 1  | +6 | 4   |
| 2 | Viktoria Žižkov | 2 | 0 | 2 | 0 | 3  | 3  | 0  | 2   |
| 3 | Sparta          | 3 | 0 | 1 | 2 | 1  | 9  | -8 | 2   |
| 4 | Slavia Praga    | 3 | 1 | 1 | 1 | 8  | 6  | +2 | 0   |

L'SK Slavia si rifiutò di disputare la partita contro il DFC Prag: venne assegnata la vittoria a tavolino al DFC Prag.

## Verdetti
- DFC Prag Campione di Boemia 1917